# Pitvis
De gewone pitvis (Callionymus lyra) is een straalvinnige zeevis uit de familie van de pitvissen en de orde van de baarsachtigen (Perciformes). Het is een opvallende verschijning, met name het mannetje.

## Uiterlijk
Deze vis wordt 25 tot 30 cm lang en heeft een afgeplatte buik. De ogen bevinden zich boven op de kop. Bij mannetjes is de voorste rugvin sterk verlengd en heeft de tweede rugvin een karakteristiek patroon met blauwe lijnen en vlekken op een geelachtige ondergrond. Vrouwtjes en onvolwassen vissen hebben duidelijk drie donkerbruine banden over de flank en zes bruine vlekken.
Op het kieuwdeksel zitten vier stekels. De eerste rugvin heeft vier stekels, de tweede rugvin acht tot tien vinstralen. De aarsvin heeft negen vinstralen.
Mannetjes zijn mooier van kleur dan de vrouwtjes en hebben langere vinnen. Tevens worden mannetjes iets langer.

## Leefwijze
De gewone pitvis leeft boven zand- en modderbodems op 10 tot 430 meter diepte. De vis graaft voedsel uit de bodem, maar jaagt ook in het water. De gewone pitvis paait in ondiep water na een balts. Het paar houdt elkaar met de vinnen vast en vormt zo met de anale vinnen een soort trechter waaruit kuit en hom samenkomen.
De gewone pitvis komt voor in de Atlantische Oceaan, ten zuiden van IJsland en Noorwegen tot Mauritanië, in het Middellandse Zeegebied, Gibraltar en Algerije, de westelijke Zwarte Zee, de Egeïsche Zee en Adriatische Zee, de Azoren en de Canarische Eilanden.
De pitvis is algemeen aan de kusten van de Lage Landen. Er zijn diverse volksnamen voor deze vis zoals schelvisduivel, spinvis en pilatusvisje.
De rasterpitvis (Callionymus reticulatus), komt voor in vergelijkbare habitats als de gewone pitvis (soms komen ze samen voor); vooral de jonge exemplaren en de vrouwtjes zijn dan lastig op soort te determineren.

## Relatie met de mens
De gewone pitvis is niet van belang voor de commerciële visserij. De vis is in veel openbare zeeaquaria te bezichtigen.